# مارك وود (لاعب كريكت)
مارك وود (11 يناير 1990 في المملكة المتحدة - ) (بالإنجليزية: Mark Wood) هو لاعب كريكت بريطاني. شارك مع منتخب إنجلترا للكريكت. أما مع النوادي، فقد لعب مع تشيناي سوبر كينغز ونادي مقاطعة دورهام للكريكت ‏ وNorthumberland County Cricket Club ‏.

## وصلات خارجية
- مارك وود على موقع إي آس بي آن كريك إنفو (الإنجليزية)